# BK Nový Jičín
Basketbalový klub Nový Jičín ist ein tschechischer Basketballverein aus Nový Jičín. Die erfolgreichste Zeit hatte der Verein unter den Sponsorennamen Mlékárna Kunín und Geofin.

## Geschichte
Der Verein wurde 1990 gegründet. Ab 1992 spielte der Klub in der höchsten tschechischen Basketball-Liga. 1995 gewann der Klub den tschechischen Basketballpokal, im Jahr darauf wiederholte man diesen Erfolg. Zwischen 1997 und 2007 trat der Verein unter dem Namen Mlékárna Kunín an und gewann die erste und bis heute einzige Meisterschaft von Nový Jičín im Jahr 1999 sowie drei weitere Pokalsiege. Nach 859 Spielen in insgesamt 19 Saisons stieg der Verein wegen schwerer finanzieller Probleme 2010 freiwillig in die zweite Liga ab.

## Halle
Der Verein trägt seine Heimspiele in der 1.500 Plätze umfassenden Bazén Nový Jičín aus.

## Erfolge
- Tschechischer Meister (1999)
- 5× Tschechischer Pokalsieger (1995, 1996, 2000, 2002, 2006)

## Bekannte ehemalige Spieler
| - Jiří Okáč 1999–2001 - Craig Callahan 2003/04 - Brian Howard 2004/05 - Tarvis Williams 2006/07 - Chris Haslam 2007 | - / Robert Šarović 2007–2011 - / Hurl Beechum 2008 - Mario Bennett 2008 - Lavor Postell 2008 - David Šteffel 2009/10, 2011 |